# Quex-Ul
Quex-Ul es un personaje ficticio que aparece en los títulos de Superman de DC Comics.
Quex-Ul apareció en la serie de televisión Krypton, interpretado por Gordon Alexander.

## Historial de publicaciones
Quex-Ul apareció por primera vez en Superman # 157 y fue creado por Curt Swan y Edmond Hamilton.

## Biografía ficticia

### Pre-Crisis
Apareciendo por primera vez en Superman # 157 (noviembre de 1962), Quex-Ul era un kryptoniano exiliado a la Zona Fantasma cuando fue condenado por matar a Rondors, una especie en peligro de extinción, para usar sus cuernos curativos con el fin de obtener ganancias. Confesó y pasó su tiempo en la Zona, pero fue liberado por Superman cuando se acabó su tiempo. No del tipo agradecido, intentó atraer a Superman a una trampa de kryptonita dorada, hasta que Superman descubrió que Quex-Ul en realidad había actuado bajo el control mental de otro kryptoniano, Rog-Ar, el verdadero asesino de Rondor. Al enterarse de esto, Quex-Ul se arrojó a la trampa para salvar al héroe, perdiendo sus poderes y memoria.
En la miniserie de 1982 The Phantom Zone, más tarde trabaja en el Daily Planet, creyéndose a sí mismo como un terrestre llamado "Charlie Kweskill". Susceptible a la influencia inconsciente de Phantom Zoners, sin saberlo, los libera y él mismo queda atrapado en la Zona junto con Superman. Juntos buscan una salida de la Zona, y finalmente se enfrentan a una entidad malévola llamada Aethyr, cuya mente crea la Zona Fantasma. Al llegar, Superman y Quex-Ul se encuentran vistiendo la ropa del otro, y "Charlie" se pregunta si ahora tiene superpoderes. No está claro si sus poderes o su memoria han sido realmente restaurados, ya que Aethyr realizó el cambio de vestuario como una especie de diversión. Para salvar al Hombre de Acero, Quex-Ul vuela hacia Aethyr y muere en una lluvia de aliento ardiente, sacrificando su vida en un acto final de redención.

### Post-Crisis
En Universo de Bolsillo (que era una versión alternativa del pre-Crisis Tierra-Uno), Quex-Ul fue liberado con el General Zod y Zaora de la Zona Fantasma por un ingenuo Lex Luthor, con lo cual convirtieron Tierra de Bolsillo en un mundo muerto. Quex-Ul y los demás fueron ejecutados por Superman usando kryptonita verde, un controvertido movimiento que lo atormentó durante algún tiempo.

### Adventure Comics
En Adventure Comics 512 (finales de mayo de 2010), Quex-Ul hace una aparición bajo el nombre de tapa de Edward Robertson. Más tarde fue asesinado por el Escuadrón K del Proyecto 7734. También se le muestra en la Zona Fantasma con el General Zod y el resto de los criminales de la Zona Fantasma, incluidos Jax-Ur, Non, Ursa, Car-Vex, Az-Rel y Nadira. El suyo era un plan desarrollado por Car-Vex, alias el oficial Romundi y el General Sam Lane.

## Poderes y habilidades
Como todos los kryptonianos, Quex-Ul posee habilidades sobrehumanas derivadas de la radiación solar amarilla del sol del sistema solar de la Tierra. Sus habilidades básicas son fuerza sobrehumana, velocidad sobrehumana y resistencia sobrehumana suficiente para doblar acero en sus propias manos, dominar una locomotora, saltar sobre un edificio alto de un solo salto y dejar atrás una bala a toda velocidad; posee sentidos mejorados del oído y la vista, incluida la visión de rayos X, así como la visión telescópica y microscópica; invulnerabilidad virtual; curación acelerada; longevidad; poderoso aliento helado; visión de calor; y vuelo.

## En otros medios

### Televisión
- Quex-Ul aparece en el episodio "Field Trip" de Justice League Action con sus efectos vocales proporcionados por Jason J. Lewis.[3] Esta versión es un kryptoniano grande con barba y sin pelo. Mientras Superman le da a Blue Beetle, Firestorm y Stargirl un recorrido por la Fortaleza de la Soledad y se les muestra el Proyector de la Zona Fantasma, el General Zod, Faora y Quex-Ul son liberados y Superman es enviado accidentalmente a la Zona Fantasma. Blue Beetle, Firestorm y Stargirl intentan usar un fragmento de kryptonita verde en ellos solo para que sea demasiado pequeño para ellos. Bajo el sol amarillo, el general Zod y sus dos seguidores obtienen superpoderes y terminan en una pelea con Blue Beetle, Firestorm y Stargirl. Mientras Blue Beetle y Stargirl mantienen a raya a los villanos kryptonianos, Firestorm utiliza la guía de Martin Stein para aprender a transmutar cualquier cosa en kryptonita. Probando en el hielo, Firestorm lo transmuta en Kryptonita verde que debilita al General Zod y sus dos seguidores. Después, Superman es liberado de la Zona Fantasma y el General Zod y sus seguidores son arrojados a la Zona Fantasma.
- Quex-Ul aparece en Krypton, interpretado por Gordon Alexander, donde es miembro del Gremio Militar / Sagitari de Kandor y el comandante del escuadrón de Lyta-Zod. En "House of El", Lyta descubre que el Gremio Militar planea purgar los barrios marginales para atraer a los terroristas de Black Zero y desafía a Quex-Ul a un duelo a muerte por el mando del escuadrón. Lyta luego logra derrotarlo en combate y lo mata sin piedad, a pesar de sus súplicas de piedad, lo que le permite a Lyta asumir el cargo de comandante del escuadrón.

### Novelas
- En varias novelas tipo 'Elige tu propia aventura', Quex-Ul fue uno de los tres criminales prominentes de la Zona Fantasma, notable por el hecho de que ya era muy fuerte antes de ser expuesto a un sol amarillo. Sin embargo, no era excepcionalmente inteligente y confió en que el General Zod le dijera qué hacer. Esta representación se parecía más a Non, el villano de la película que sirvió de base para la encarnación post-crisis de Quex-Ul.